# Medios de comunicación de Casanare
En Casanare, existen varios medios de comunicación dedicados al acontecer regional y a resaltar el folclor llanero. El primero en incursionar en ese departamento fue la radio, con la creación hacia la década de los setenta de la emisora La Voz de Yopal, afiliada a RCN Radio. La prensa escrita apareció en 1982 con "Mi llano", director Gimber Chávez,"LLano Grande" Director Raul Amortegui Niño, "Contrapunteo" Director Andrés Álvarez Berbesi y hacia la década de los noventa, El Casanareño de Fernando Venegas, El Nuevo Oriente,  de Martin Mesa," La Noticia de Casanare dirección Vilma Parra Caicedo. Magazin Mi Tierra, de Wilson Durán Durán y El Correo, de César Colmenares Ya sobre comienzos del siglo XXI aparece un medio regional entre Casanare y Boyacá de nombre Periódico Hechos dirigido por el periodista, Juan Carlos Avella. 
Por su parte, la televisión ha aportado al desarrollo de las comunicaciones en el departamento a través de medios como Enlace Piedemonte Canal 2 y la llegada de los canales nacionales en 1984, con la instalación de una antena de transmisión de Inravisión (actual RTVC) en el cerro El Venado. También hay que destacar la expansión de la televisión por cable, a través de empresas como Cable Unión y la red nacional Claro TV.

## Radio
Véase también: Emisoras de Yopal
- La Voz de Yopal, afiliada a RCN Radio, es la única emisora en AM de Casanare.  750 AM (Yopal) (105.3 FM)
- Caracol Radio, cadena básica - señal nacional 106.3 FM (Yopal)
- Tropicana estéreo, emisora perteneciente a la cadena Caracol. 106.3 FM  (Yopal) (compartiendo frecuencia con caracol radio)
- Radio Nacional de Colombia, cadena básica - señal nacional 92.7 FM (Yopal)
- Manare Radio 95.3 FM, operada por la Gobernación de Casanare (Yopal)
- Manantial Estéreo 107.7 FM, emisora comunitaria (Yopal)
- Colombia Estéreo, de la red de Emisoras del Ejército Nacional de Colombia - 93.7 FM (Yopal)
- Histórica FM Stereo 107.7 FM (Pore)
- Violeta Estéreo 89.7 FM (Yopal)
- Radio Policía Nacional 91.7 FM Emisora de la Policía Nacional (Yopal)
- Ondas del Upía (Villanueva)
- Trinidad Estéreo 88.7 FM (Trinidad)
- Radio Azul 107.7 FM (Aguazul)
- Caporal Estéreo 88.7 FM (Paz de Ariporo)
- Ecos de Orocué 107.7 FM (Orocué)
- Radio Guía - emisora evangélica 95.7 FM (Yopal)
- Palenque Estéreo 96.7 FM (San Luis de Palenque)
- Capibara Estéreo (Hato Corozal)
- Roka Estéreo 88.7 FM (Monterrey)
- La Frecuencia 107.7 FM (Tauramena)
- la máquina 99.3fm sur de casanare parte de Boyacá

- Café Estéreo 96.7 FM (Támara)
- Radio Vida, emisora perteneciente al Sistema Vida Internacional. 105.3 FM (Yopal y Aguazul)
- Avance Estéreo 96.7 FM (Yopal)
- Violeta Estéreo Paz de Ariporo 99.7 FM (Paz de Ariporo)

== Prensa negra ==
- EL DIARIO DE TODOS "EXTRA"
- MI LLANO
- LLANO GRANDE.
- CONTRAPUNTEO
- LA NOTICIA DE CASANARE
- ONDAS DEL PAUTO
- El Nuevo Oriente
- El Correo
- El Relator del Llano
- Prensa llanera

## Internet
- Casanare en línea, Eventos, fotos y videos de casanare
- PRENSA LIBRE CASANARE [www.prensalibrecasanare.com Prensa Libre Casanare] "Las Noticias de Casanare actualizadas minuto a minuto" Editor Miguel Ángel Cristancho.
- Las Chivas del Llano, las noticias de los llanos y Casanare están en Las Chivas del Llano. Dirige Wilson Durán Durán.
- Noticias Casanare, todas las noticias destacadas de Casanare, Colombia y el mundo.
- Llanored, El Portal de Casanare